# 梅埃塔古塞
59°13′31″N 27°17′41″E / 59.22528°N 27.29472°E

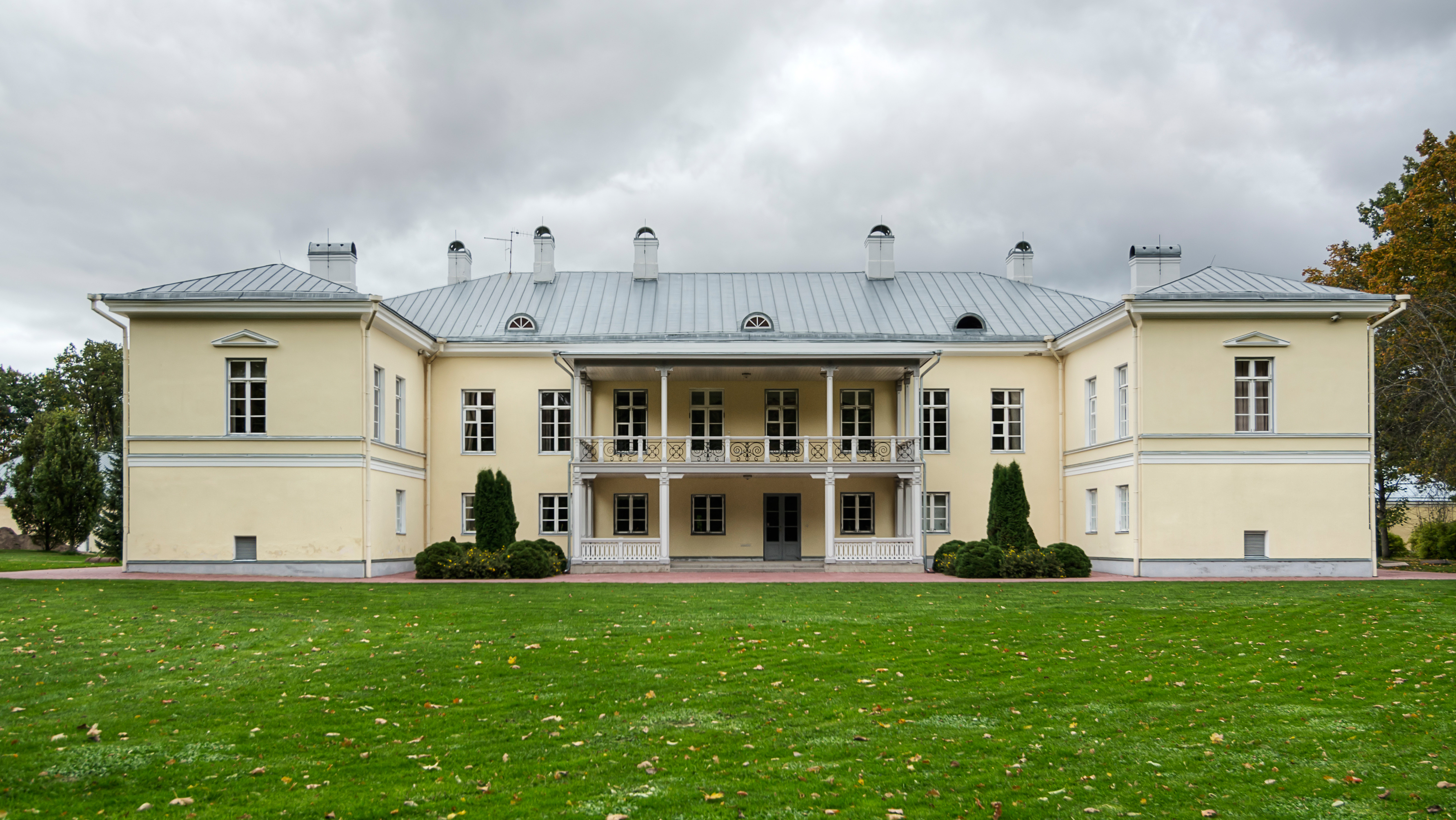
梅埃塔古塞庄园

梅埃塔古塞，是愛沙尼亞東維魯縣阿卢塔古塞市镇内的小鎮，位於該國東北部，2011年該小鎮人口555，49%人口是愛沙尼亞人。
2017年爱沙尼亚行政改革前，梅埃塔古塞是原梅埃塔古塞市镇的行政中心。